# Domenico Bartoli (giornalista)
Domenico Bartoli (Torino, 3 marzo 1912 – Roma, 9 luglio 1989) è stato un giornalista e saggista italiano, direttore dei quotidiani il Resto del Carlino e La Nazione.

## Biografia
Iniziò la carriera giornalistica nel 1933, collaborando con il Corriere della Sera. L'anno successivo fu mandato in Cina, poi, al complicarsi della situazione politica, fu trasferito in Etiopia per seguire la guerra italo-etiopica, da cui tornò nel 1937.
Dopo l'entrata in guerra dell'Italia, negli anni 1941-42, tornò in Africa settentrionale corrispondente di guerra. Nel 1943, all'indomani della caduta del fascismo, Bartoli fu tra i fondatori del quotidiano romano Risorgimento Liberale. Inizialmente il giornale ebbe vita difficile: con l'occupazione tedesca di Roma, dopo le tragiche vicende dell'8 settembre, fu stampato clandestinamente e solo dopo la liberazione della città con l'ingresso delle truppe alleate il 4 giugno 1944, le pubblicazioni ripresero con regolarità.
Si trasferì poi a Milano, dove scrisse per il Corriere Lombardo (1946). Dal 1951 al 1956 fu corrispondente da Londra per il Corriere della Sera; poi, trasferitosi al quotidiano torinese La Stampa, fu corrispondente da Parigi fino al 1960, poi tornò al Corriere, dove si occupò per otto anni di Interni. All'arrivo di Giovanni Spadolini in via Solferino (1968), Bartoli lasciò il giornale ed assunse la direzione del Resto del Carlino di Bologna. Appena due anni dopo passò alla guida della Nazione, il principale quotidiano di Firenze, ove rimase fino al 1977.
Per tredici anni firmò sul settimanale Epoca, la famosa rubrica L'Italia allo specchio.
Tra le sue opere, legate all'attualità politica e alla storia contemporanea, è da citare il saggio La fine della monarchia. Pubblicato inizialmente nel 1946 con il titolo Vittorio Emanuele III, il volume fu poi aggiornato con gli ultimi avvenimenti di quell'anno (il referendum costituzionale monarchia repubblica del 2 giugno e il successivo esilio di Umberto II) che videro protagonisti l'ultimo re d'Italia e la consorte Maria José. L'opera fu ripubblicata l'anno successivo nel 1947 con il nuovo titolo. Vittorio Emanuele III fu anche tradotto in francese e pubblicato a Parigi nel 1948. In anni più recenti il saggio è stato pubblicato, sempre da Mondadori, nella collana "I record" (1966).
Morì a Roma, a settantasette anni, nel 1989.

## Premi e riconoscimenti
- 1963: Premiolino.

## Opere principali
- La crisi della Cina. Origini e sviluppi attuali: 1842-1938, Milano, Istituto per gli studi di politica internazionale, 1938.
- Vittorio Emanuele III, Milano, Mondadori, 1946. Ripubblicato in seconda edizione come La fine della monarchia, Milano, Mondadori, 1947.
- Inghilterra senza impero. La società, i costumi, i personaggi, il potere, Milano, A. Garzanti, 1960.
- L'Italia burocratica, Milano, Garzanti, 1965.
- Gli italiani nella terra di nessuno. Il potere democristiano e l'assedio comunista, Milano, Mondadori, 1976.
- Gli anni della tempesta. Alle radici del malessere italiano, Milano, Editoriale nuova, 1981. Tr. tedesca Italien. Die Jahre des Sturms, Zürich, Orell Füssli, 1982.
- L'Italia si arrende. La tragedia dell'8 settembre 1943, Milano, Editoriale nuova, 1983.
- I Savoia ultimo atto, Novara, Istituto geografico De Agostini, 1986.